# Ідеальний розчин
Розчин ідеальний (рос. раствор идеальный, англ. ideal solution, нім. Ideallösung f) – розчин, в якому коефіцієнти активності кожного з компонентів дорівнюють одиниці. Молекули в ньому взаємодіють виключно однаковим способом, а всі міжмолекулярні сили — розчинник-розчинник, розчинник-розчинене і розчинене-розчинене  є  еквівалентними.  Його  утворення  не
супроводжується зміною енергії. Підпорядковується законові
Рауля.  Реальні  розчини  поводяться  як  ідеальні  тільки  коли
вони дуже розведені. 

## Інші значення
- Твердий  чи  рідкий  розчин,  термодинамічна  активність кожного з компонентів якого є пропорційною до його мольної частки.
- В  електрохімії — розчин,  для  якого  електрохімічний потенціал можна виразити через концентрацію (cB), тобто для якого виконується рівняння:

μB= μBo + RTln (cB/cBo) + zBFФ,
де μB — електрохімічний потенціал йона В, μBo — його стандартне значення, Ф — електричний потенціал у заданій точці
розчину, zB — заряд йона(позитивний для катіона, негативний для аніона), cBo — стандартна концентрація.

## Дивись також
- Розчин